# Paul Christophe
Paul Christophe (Verviers, 25 juli 1870 – Sint-Joost-ten-Node, 11 juni 1957) was een Belgisch ingenieur die het eerste wetenschappelijk werk schreef over het gebruik van gewapend beton.
Na zijn studies aan de Rijksuniversiteit Gent trad Christophe in 1892 in dienst van het bestuur Bruggen en Wegen. Hij deed doorgedreven tests met de Vierendeelbrug en schreef er een referentiewerk over (1898). Het volgende jaar woonde Christophe het derde betoncongres van François Hennebique bij en volgde hij dit op met een experimenteel en wiskundig onderbouwd werk over wapening in beton, Le béton armé et ses applications. Het verscheen eerst als een driedelige reeks in de Annales des travaux publics de Belgique (1899) en werd later uitgebreid tot een monografie (1902). Voor zijn rationele modellen bouwde Christophe voort op het werk van Edmond Coignet en Napoléon de Tedesco. Zijn bevindingen maakten school in Duitsland, waar ze dankzij de Oostenrijkse ingenieur Fritz von Emperger werden overgenomen door Emil Mörsch en Mathias Koenen. Het kreeg een Russische (1902) en Duitse vertaling (1905). In Nederland bezorgde Th.J.W. van Rossum een verkorte bewerking. Christophe's standaardmethode van betonontwerp werd de internationale norm. In 1904 werd ze aangenomen als de Duitse bouwrichtlijn en ze bleef dit tot 1971 (DIN 1045 in de Bondsrepubliek). Men ging spreken over de Duitse methode, haar bedenker raakte ondergesneeuwd. Hij maakte carrière bij Bruggen en Wegen, waar hij hoofdingenieur werd en later directeur-generaal.
Christophe was de ontwerper van meerdere bruggen, waaronder in het Brussels gewest de brug die de Lambermontlaan over de Haachtsesteenweg voert en de Helmetsesteenwegbrug, die dezelfde laan over de Helmetsesteenweg leidt. Ook de Sobieskibrug (of Koloniale Brug) die in Laken de Witte-Acacialaan over de Jan Sobieskilaan voert werd ontworpen door Christophe, en is sinds 1996 geklasseerd als monument van onroerend erfgoed.

## Publicaties
- Le pont Vierendeel. Rapport sur les essais jusqu'à la rupture effectués au parc de Tervueren, par M. Vierendeel, sur un pont métallique de 31m.50 de portée avec poutres à arcades de son système, Brussel, Goemaere, 1898, 87 blz. (met Albert Lambin)
- Le béton armé et ses applications, 1902, 756 blz.